# Schloss Nové Zámky (Dolní Olešnice)
Das Schloss Nové Zámky (deutsch Neuschloß) ist ein zweiflügeliger Neobarockbau in der Ortschaft Nové Zámky der Gemeinde Dolní Olešnice im Okres Trutnov, Tschechien.

## Geographie
Das Schloss liegt drei Kilometer südöstlich von Hostinné am Nordrand des Königreichwaldes im Riesengebirgsvorland. Es befindet sich auf dem Hügel Zámecký vrch (373 m) zwischen den Tälern der Elbe und ihres Zuflusses Kalenský potok. Östlich erhebt sich die Svatá Kateřina (511 m) und im Süden der Bradlo (519 m).

## Geschichte
Der Zámecký vrch, an dessen nördlichem Fuß die von Prag über Mladá Boleslav, Jičín, Nová Paka, Olešnice und Trutnov nach Schlesien führende Schlesische Straße die Elbe überquerte, war wahrscheinlich wegen seiner strategisch günstigen Lage bereits im Mittelalter befestigt. Nach Sommer/Zippe soll hier im Jahre 1139 durch Herzog Soběslav I. eine Burg angelegt worden sein. Der genaue Standort dieser Burg Hostin Hradec, auf der der Fürst 1140 verstarb, ist jedoch nicht überliefert. Als mögliche Standorte gelten eher der Na Hradcích (335 m) bei Veliny sowie der Bradlo, Hostinné oder auch Hradec Králové.
Zwischen 1590 und 1608 ließ der Besitzer der Herrschaft Arnau, Heinrich von Waldstein, auf dem Hügel anstelle einer alten Feste ein Renaissanceschloss errichten, das fortan als neuer Herrschaftssitz diente. Als Baumeister wird Carlo Valmadi angesehen, der zu dieser Zeit in Arnau wirkte und auch den Umbau der Kirche in Dolní Olešnice vornahm. Zur Unterscheidung vom „alten“ Schloss Arnau wurde es 1610 als Nowy Zamek, 1611 als Neu Schloß, 1638 als Newschloß, 1639 als Newschlosz und 1669 als Neyschloß bezeichnet. Nach der Schlacht am Weißen Berg fiel das Schloss 1623 Albrecht von Waldstein zu, der es 1625 in sein Herzogtum Friedland einbrachte. Nach dessen Ermordung 1634 wurde die Herrschaft Arnau und das Schloss im Jahr darauf an Guillaume Lamboy de Desseneur (Wilhelm von Lamboi) veräußert. In neuzeitlicher Literatur wird Lamboy des Öfteren als Erbauer des Schlosses genannt. Nachfolgende Besitzer waren ab 1684 Octavian Kinsky von Wchinitz und Tettau und ab 1699 dessen Sohn Wenzel Norbert Octavian. Diesen folgten ab 1706 die Grafen Morzin und ab 1719 die Grafen Schlick. Im Jahre 1750 erwarb Maximilian Graf Lamberg die Herrschaft; von ihm ging sie 1758 an Maria Anna von Schaffgotsch über, von der der Besitz 1762 an die Grafen von Bolza gelangte. Nachdem Joseph Graf von Bolzas Witwe die Herrschaft lizitieren ließ, wurde sie 1799 durch Franz Graf Deym von Střítež erworben. Nach dessen Tode ging die Herrschaft 1832 an seinen gleichnamigen Sohn über. Dessen Sohn Franz Graf Deym von Střítež ließ das Schloss zwischen 1880 und 1890 umfassend umgestalten.
Zuletzt diente das Schloss als Augenklinik und war bis 2010 im Besitz des Verbands der Sanatorien und Krankenhäuser Trutnov. Im Zuge der Liquidation der Oční léčebna Nové Zámky spol. s.r.o. erwarb die Gesellschaft Ventus des russischen Geschäftsmannes Alexei Sacharow das Objekt. Diese ließ im September 2011 den Schlosspark verschließen und sperrte zugleich die öffentlichen Wege um das Schloss.

## Bauwerk
Im Jahre 1835 wurde das Schloss als von Ringmauern und Wallgraben umgeben sowie mit einem Turm und einer Schlaguhr versehen beschrieben. Zum Schlossareal gehörten ferner ein großer Park an der Nord- und Ostseite des Schlossberges sowie die Schlosskapelle St. Johann von Nepomuk.
Seine heutige Gestalt aus einer Kombination von Elementen der Renaissance und des Neobarock erhielt das Schloss beim Umbau von 1880 bis 1890. Dabei erhielt es durch den Anbau des Südflügels einen L-förmigen Grundriss. Die östliche Ecke des Bauwerkes bildet der polygonale Schlossturm. Erhalten sind Reste von Befestigungsanlagen und eine Stützmauer. Im Schlosspark befinden sich Statuen der hll. Johannes von Nepomuk und Florian von Johann Brokoff aus dem Anfang des 18. Jahrhunderts. Das Schlossareal ist als Kulturdenkmal geschützt.